# Афанасьев, Юрий Николаевич (конструктор)
Юрий Николаевич Афанасьев (1926—2015) — разработчик СВЧ-аппаратуры зенитных ракетных систем ПВО, лауреат Ленинской премии.

## Биография
Родился 14 марта 1926 года в Москве.
Окончил МЭИ (1950).
С 3 октября 1949 по 9 сентября 2011 года работал в СБ-1 (НПО «Алмаз»): техник, инженер, старший инженер, начальник лаборатории, начальник отдела, главный конструктор направления, старший научный сотрудник.
Участвовал в разработке антенных устройств систем ПВО, начиная с С-25 и до С-300. Специалист в области разработки устройств с применением ферритов.
Кандидат технических наук (1963). Доцент (1975). Старший научный сотрудник (1994).
Автор 120 научных работ и 50 авторских свидетельств и патентов на изобретения.

## Награды и премии
Лауреат Ленинской премии (1958) — за участие в разработке системы С-75. Почётный радист, заслуженный изобретатель РСФСР. Награждён орденами Трудового Красного Знамени и «Знак Почёта» (1981), медалью «За оборону Москвы».